# José Foladori
José Foladori war ein uruguayischer Politiker.
Foladori, der der Partido Colorado angehörte, hatte als Repräsentant des Departamento Montevideo in der 26. Legislaturperiode im Zeitraum vom 13. Juli 1918 bis zum 14. Februar 1920 ein Mandat als stellvertretender Abgeordneter in der Cámara de Representantes inne.